# George Lopez (serie de televisión)
George Lopez, también conocida como The George Lopez Show, es una sitcom estadounidense protagonizada por el comediante estadounidense de ascendencia mexicana George Lopez. Se estrenó en Estados Unidos a través de la cadena ABC el 22 de marzo de 2002 y fue emitida hasta el 23 de mayo de 2007. 

## Resumen
La serie trata de una familia hispana de clase media viviendo en Los Ángeles. George Lopez, gerente de Power Brother Aviation que vive con su esposa Angie Palmero y sus dos hijos Carmen y Max. Abandonado por su padre cuando era niño y criado por su alcohólica y desobligada madre, Benita "Benny". La relación entre madre e hijo es cómicamente representada entre insultos y malos tratos. Otro personaje es Ernie, el mejor amigo de George desde la infancia, es un soltero que vive con su madre y que no tiene mucha suerte con las mujeres. Finalmente el último personaje importante es el padre de Angie y suegro de George, el Dr. Víctor Palmero, un cubano que llegó a Miami escapando del régimen de Castro, su esposa lo dejó por un hombre más joven, generalmente él hace comentarios insultando al régimen castrista. George usualmente se burla de su acento y de su cultura cubana (representando cómo muchos estadounidenses critican la cultura y costumbres cubanas). La serie básicamente trata de los problemas que los personajes tienen que vivir como una familia estadounidense común y corriente.

## Producción
El show se estrenó en el 2002, durante las 1 y 2 temporadas todo el cast fue hispano excepto por la actriz Masiela Lusha que interpretó a Carmen López, en la última temporada cuando su personaje de fue a la universidad ella fue remplazada por la actriz Aime García como la sobrina de George y heredera de una gran fortuna, Victoria.
En mayo de 2007 la serie fue cancelada. Algunos episodios fueron rated en U.S como TV-14, por violencia y fuerte profanidad en español, pero Nick at Nite los cambio a TV-PG.
La serie se presentó en ABC hasta septiembre del 2007, luego Nick at Nite la tomó y la ha estado presentando hasta el momento.
En diciembre de 2009 todo los actores se reunieron en el nuevo talk show conducido por George Lopez López Tonigh.

## Elenco
| Actor/Actriz       | Personaje                    | Temporada            |
| ------------------ | ---------------------------- | -------------------- |
| George Lopez       | George Lopez                 | Todas las temporadas |
| Constance Marie    | Angela "Angie" Palmero López | Todas las temporadas |
| Belita Moreno      | Benita "Benny" López         | Todas las temporadas |
| Luis Armand García | Maximilian "Max" López       | Todas las temporadas |
| Valente Rodriguez  | Ernesto "Ernie" Cardenas     | Todas las temporadas |
| Masiela Lusha      | Carmen Consuelo López        | Temporadas 1-5       |
| Emiliano Díez      | Victor "Vic" Palmero         | temporadas 2-6       |
| Aimee García       | Veronica Palmero             | temporada 6          |

- Datos: Q3029886